# Lina Korsgren
Lina Linnea Korsgren, född 27 januari 1988 i Hosjö församling i Falun, är en svensk längdskidåkare, främst inriktad på långlopp. Hon vann damklasserna i Nordenskiöldsloppet 2016 och Vasaloppet 2018, 2020 och 2021. Korsgren vann även Tjejvasan 2021.

## Biografi
Korsgren är uppvuxen i Korsnäs, strax utanför Falun.
Lina Korsgren har sedan mitten av 2010-talet varit en av de främsta internationellt i långloppssammanhang. 2015 vann hon bland annat Kristinaloppet i Norberg (arrangerat samma helg som Engelbrektsloppet), och samma säsong var hon trea på tyska König-Ludwig-Lauf, i ett lopp där svenska långloppsrivalen Britta Johansson Norgren vann.
2016 vann Korsgren Nordenskiöldsloppet, med 220 km det längsta återkommande långloppet på skidor.
Lina Korsgren vann damklassen i 2018 års vasalopp, efter att dessförinnan ha varit trea vid två tillfällen. Under loppet var hon del av en ledarklunga tillsammans med Astrid Øyre Slind och Kateřina Smutná. Med två mil kvar av loppet tog Korsgren över täten från Slind, och i mål var hon närmare fem minuter före Slind.
Vid 2020 års vasalopp tog hon en överlägsen seger, närmast före 2019 års vinnare Britta Johansson Norgren. Tätduon splittrades mellan Evertsberg och Oxberg, och Korsgren var i mål över sex minuter före loppets tvåa. Korsgren nådde målllinjen en dryg kvart efter segrande Petter Eliassen i det samtidigt startande herrloppet och som 57:e deltagare totalt – ett nytt rekord för damklassen. På upploppet passerade den bekransade Korsgren Ilja Tjernousov, 2014 års OS-trea på femmilen, som hade en mindre pigg dag.
2021 tog Korsgren sin tredje seger i Vasaloppet, denna gång med Marit Bjørgen som tvåa. Detta år startade damklassen en stund före herrklassen, vilket innebar bättre spår för de bästa damerna. Med sex minusgrader vid start var det goda förutsättningar för ett snabbt lopp, och segrartiden skrevs till 3.52:08 – nytt rekord för Vasaloppets damklass. Endast 73 damer kom till start, ett resultat av att den pågående covid-19-pandemin tvingade arrangörerna att göra om årets upplaga av Vasaloppet från ett mass- till ett elitlopp.
Korsgren tävlade i mitten av 2010-talet för Åre Längdskidklubb, under åren hon bodde i Åre. Säsongen 2021–2022 tävlade hon för Korsnäs IF. Den 6 april 2022 meddelade hon att hon avslutar tävlingskarriären.